# República Serbia de Krajina
La República Serbia de Krajina (pronunciado /kráyina/ en español; en serbocroata: Republika Srpska Krajina, Република Српска Крајина) fue una entidad étnicamente serbia autoproclamada en 1991 dentro de Croacia, sin reconocimiento internacional. Su efímera vida finalizó con la invasión por parte de fuerzas croatas en 1995 con excepción de una parte, Eslavonia Oriental, que continuó bajo la administración de las Naciones Unidas hasta su incorporación a Croacia en 1998. 

## Descripción general

### Ubicación
La RSK, se configuró sobre las regiones con mayorías serbia de Croacia. Consecuentemente y al estar sobre los límites con Bosnia y Herzegovina y Serbia, carecía de continuidad territorial propia por lo que existían tres enclaves. Las regiones serbias eran:
- Krajina (Dalmacia del Norte, Lika, Kordun, Banovina o (Banija)[2])
- Eslavonia Occidental.
- Eslavonia Oriental, Baranya y Srem Occidental.

La capital era Knin.

### Superficie y población
Según lo difundía una publicación de la RSK de junio de 1993,  433.595 personas vivían en la RSK, de las cuales el 91% eran serbios, el 7% eran croatas y el 2% pertenecían a otras afiliaciones étnicas. La superficie bajo su control era de 17.028 km² comprendidos en 25 municipios.
Su distribución era:
1. Eslavonia Oriental, Baranya y Srem Occidental.

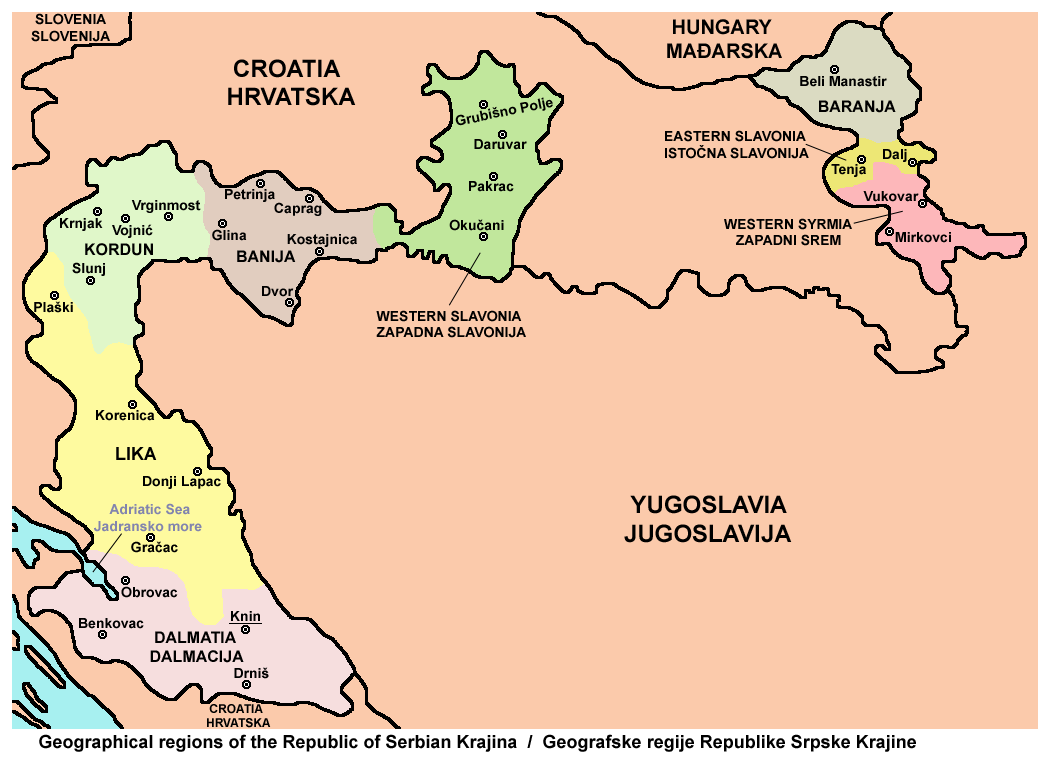
Regiones geográficas, incluidas las principales ciudades las zonas que autoproclamaron regiones autónomas en agosto de 1991.

- Superficie: 2.500 kilómetros cuadrados.
- Población: 135.800.
- Composición étnica: serbios 95%; croatas 4%; otros: 1%

2. Banija
- Superficie: 3.456 kilómetros cuadrados.
- Población: 82.406.
- Composición étnica: serbios 97%; croatas 2%; otros: 1%

3. Kordun
- Superficie: 2.306 kilómetros cuadrados.
- Población: 51.000.
- Composición étnica: serbios 98%; croatas 2%; otros: 1%

4. Lika

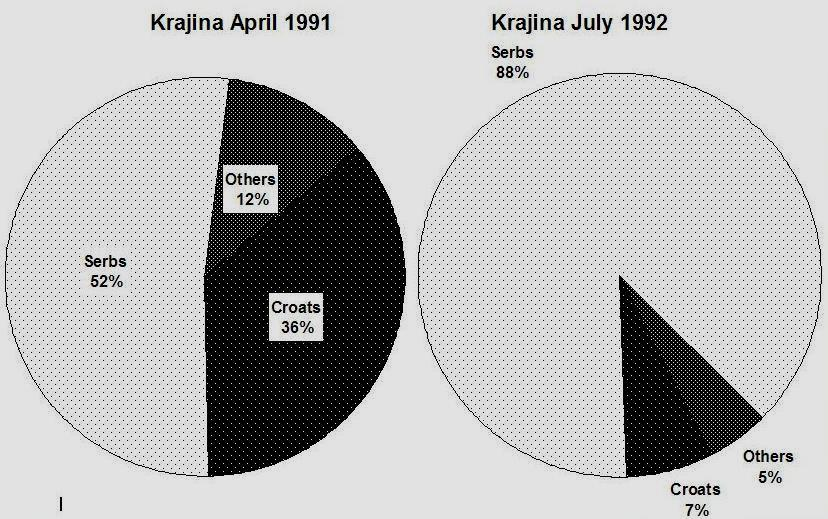
Cambio en la composición étnica de Krajina de abril de 1991 a julio de 1992. Los serbios aumentaron del 52,3% al 88% de la población total

- Superficie: 4.808 kilómetros cuadrados.
- Población: 48.389.
- Composición étnica: serbios 93%; croatas 5%; otros: 2%.

5. Norte de Dalmacia
- Superficie: 3450 kilómetros cuadrados.
- Población: 87.000.
- Composición étnica: serbios 90%; otros: 10%.

6. Eslavonia Occidental.
- Superficie: 508 kilómetros cuadrados.
- Población: 29.000.
- Composición étnica: serbios 73%; croatas 25%; otros: 2%.

### Símbolos Nacionales
La constitución de la RSK del 19 de diciembre de 1991 estableció sus símbolos nacionales
- El escudo de armas de la Republika Srpska Krajina debía ser la figura de un águila blanca de dos cabezas en el despegue. Está en el cofre del águila un escudo con una cruz  y debajo del escudo una inscripción: Krajina.
- La bandera de la Republika Srpska Krajina era el tricolor serbio en el esquema de color de arriba hacia abajo: rojo, azul, blanco

El himno de la Republika Serbia de Krajina es "Bože Pravde" (Dios de la justicia).

### Idioma
El idioma oficial era serbio y la escritura la cirílica y la latina. En caso de existir una minoría del 8% de la población de la Republika Srpska Krajina, el idioma y la escritura de esa población sería de uso oficial.

## Historia

### Antecedentes

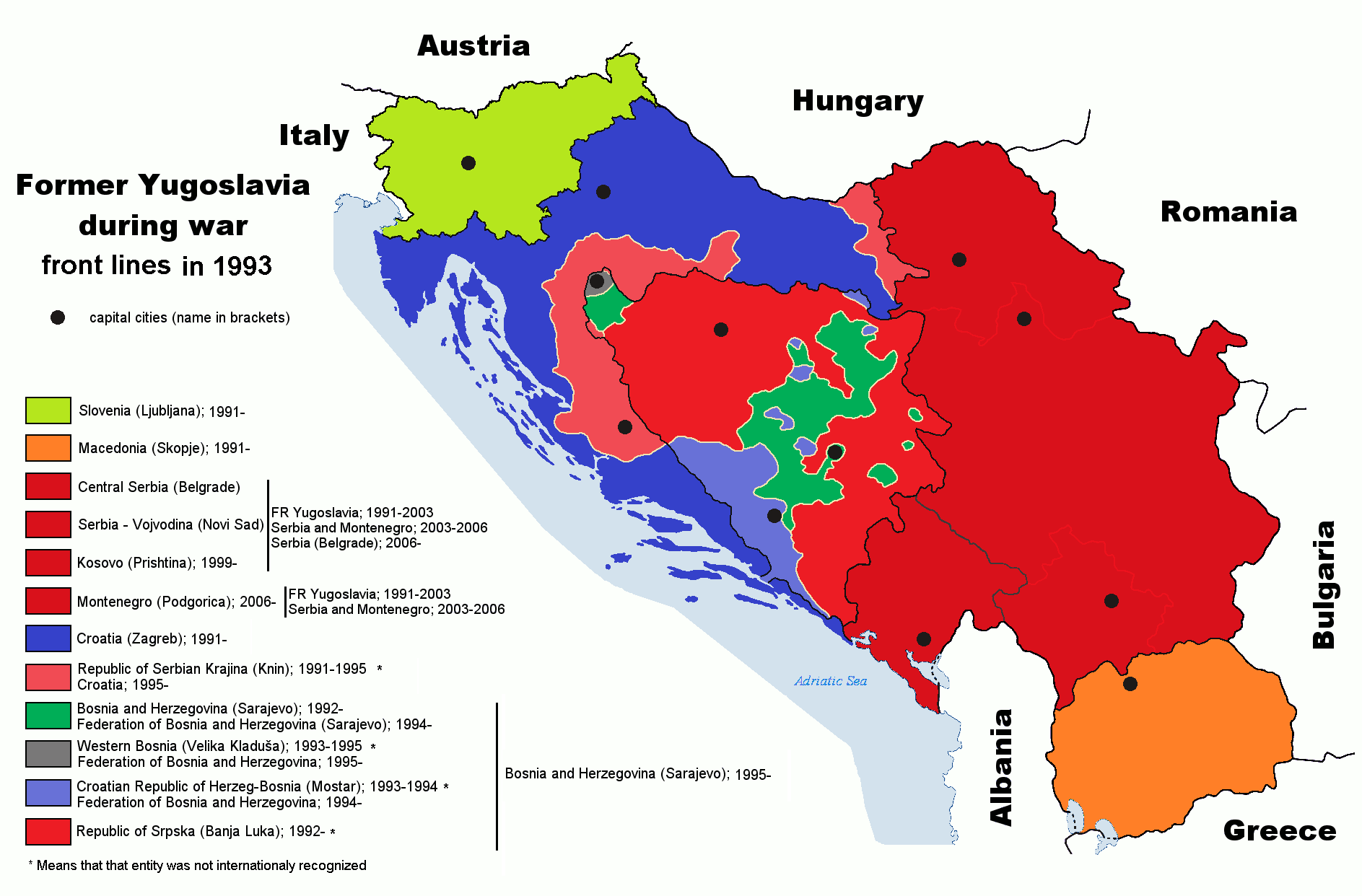
Guerra en la ex Yugoslavia, 1993

En el siglo XX, los serbios de Croacia (Srbi u Hrvatskoj) o serbocroatas constituían la mayor minoría nacional en Croacia. Su religión predominante es la Cristiana Ortodoxa, en su variante serbia. Comparten la lengua con los croatas, serbios, montenegrinos y bosniacos, siendo su escritura la latina y la cirílica. Comparten su identidad étnica con los serbobosnios y con los serbios del este del Drina.

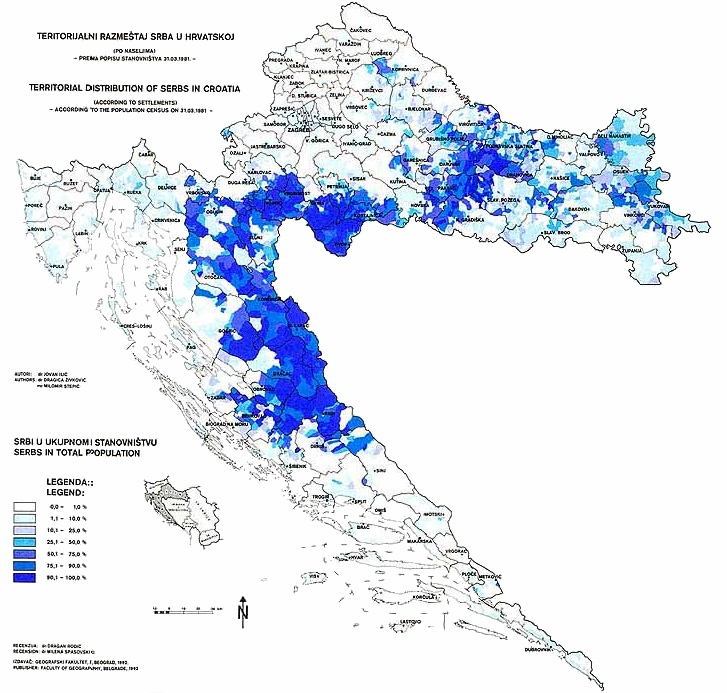
Zonas pobladas de serbios en Croacia (según el censo de 1981)

El desplazamiento de serbios hacia el actual territorio croata se llevó a cabo por las conquistas turcas en la península de los Balcanes. Los movimientos de la población se dirigieron principalmente al norte, noroeste, oeste y suroeste (hacia el litoral adriático), huyendo de los turcos o por reasentamientos provocados por ellos.
En el siglo XV, el Imperio Austriaco formó la denominada frontera militar (Vojna Krajina) ante el avance de los turcos sobre Eslavonia y Croacia, que hasta entonces estaban bajo su dominio. El objeto de la Krajina era proteger a la Europa cristiana de las invasiones turcas y otros peligros del sureste (contrabando, epidemias, robos, etc.). Esta fue abolida en 1881, cuando Turquía ya no presentaba peligro. 
La frontera militar abarcaba los territorios de Croacia de Lika, una parte de Gorski Kotar, Kordun, Banija, Križevci y Djurdjevac y sus los alrededores y el área a lo largo del río Sava. Estas estructuras se encontraban integradas por numerosos serbios ya que, a cambio de tierras y la exención de impuestos, tenían que realizar el servicio militar y participar en la protección del territorio austriaco.
Durante la Segunda Guerra Mundial, los serbios sufrieron asesinatos en masa perpetrados por los Ustaša, organización político militar que gobernó Croacia entre 1941 y 1945. La vigencia del campo de concentración de Jasenovac es una clara muestra de lo sucedido. Los recuerdos tendrán significativa interpretación en los hechos de la década de los 90.

### Creación de la entidad
Las tensiones interétnicas que fueron en aumento con la muerte de Josip Broz en el año 1980, el prolongado decaimiento económico Yugoslavo en esa década y la situación en el ex-bloque soviético hicieron que la crisis se traslade a Croacia, fundamentalmente a las regiones limítrofes con Bosnia (Krajina) y Eslavonia. La escalada aumentó con las elecciones multipartidarias de Croacia de abril de 1990, incremento que no se detendría hasta el inicio de las operaciones militares en agosto de 1991.
Los orígenes de las regiones autónomas serbias en Croacia está ligado con los del Partido Democrático Serbio  (SDS) en las zonas de mayoría o importante presencia serbocroata. Con el inicio de las tensiones interétnicas, los croatas se aferraron a la Unión Democrática Croata (HDZ) y los serbios al SDS.
El SDS - Croacia fue creado en la ciudad de Knin el 17 de febrero de 1990 llamando a la democracia, economía de mercado y federalismo apelando que a través de esto último aseguraría el derecho de autonomía territorial dentro de las unidades federales. Su presidente fue Jovan Rašković. Su área de influencia inicial era las municipalidades próximas a la ciudad donde se fundó. Posteriormente se extendió a la región de Eslavonia, creándose sedes locales entre junio y octubre de 1990.
El 22 de abril de 1990 se celebraron elecciones parlamentarias en la entonces República Socialista de Croacia con segunda vuelta el 7 de mayo. Los resultados del SDS fueron pobres aunque triunfó en las municipalidades de Benkovac, Knin, Gračac y Lapac.
A partir de entonces, las tensiones entre las comunidades fueron en aumento. Apareció una nueva iconografía en las campañas políticas apelando a los eventos sucedidos en la Segunda Guerra Mundial en el marco del Estado Independiente de Croacia de los años 1941/45.
El 27 de junio de 1990, se formó la Asociación de Serbia Municipios del Norte de Dalmacia y Lika con el odontólogo Milan Babić como presidente. El Proyecto de Estatuto de la Asociación decía que su propósito era introducir la autonomía regional serbia en Croacia. Inicialmente, esta Asociación incluía los municipios de Knin, Benkovac, Gračac, Donji Lapac, Obrovac y Titova Korenica.
En respuesta al temor de convertirse en una minoría discriminada en Croacia, el 25 de julio de 1990 se realiza una asamblea serbia en Srb, a la que asistieron aproximadamente cien mil serbocroatas. La Asamblea aprobó una declaración "sobre la soberanía y la autonomía de la Nación Serbia" en Croacia. Esta estableció que la nación serbia dentro de Croacia era "una nación soberana con todos los derechos que conlleva la soberanía de una nación". La declaración también estableció la Asamblea Serbia (AS), con su sede en Srb, como representante político de la nación serbia en Croacia y el Consejo Nacional Serbio (CNS) como cuerpo ejecutivo de la Asamblea. El CNS tendría derecho a celebrar un referéndum del pueblo serbio sobre cuestiones relacionadas con la soberanía y era responsable de aplicar las decisiones de la Asamblea. La Declaración también establecía la AS declaraba nulos todos los cambios constitucionales y legales en Croacia que eran incompatibles con la soberanía de los serbios como nación o su derecho a la autonomía. Finalmente, la Declaración establecía que si Croacia permanecía en Yugoslavia, los serbios exigirían la autonomía cultural, pero si Yugoslavia se convirtiera en una confederación de repúblicas independientes, los serbios de Croacia exigirían autonomía política y territorial.
La asamblea de Srb eligió a Milan Babić como presidente del CNS. La primera reunión del CNS se celebró el 31 de julio de 1990 en Knin. En la segunda sesión del CNS del 16 de agosto de 1990 en Dvor na Uni, el Consejo instó a que se realizara un referéndum sobre la autonomía de los serbios entre el 19 de agosto y el 2 de septiembre en todos los asentamientos étnicamente serbios. El 17 de agosto de 1990, el gobierno croata declaró ilegal el referéndum. Comenzaron a circular rumores de que la policía croata se movía para reprimir el referéndum. Los serbios, organizados por Milan Martić, comenzaron a armarse y erigir barricadas en Knin en lo que se conoció como la "revolución de los troncos".
El referéndum sobre la autonomía serbia fue realizado entre las fechas indicadas. Los resultados indicaban que de los 567.317 votantes, 99,97% estuvieron a favor. En agosto de 1990, las primeras barricadas son emplazados en el área de Knin y luego en las municipalidades de Benkovac, Gračac, Lapac, Korenica y Obrovac.
El 21 de diciembre de 1990, bajo la dirección de Milan Babić, la Asociación de Municipios se convirtió en Región / Distrito Autónoma de Krajina ("Sprska Autonomna Oblast - Krajina" - SAO Krajina). Además de aquellos municipios que habían pertenecido a la Asociación, después del referéndum se sumarían otros con mayoría serbia. El Estatuto de la SAO Krajina establecía que "tendrá la forma de autonomía territorial" dentro de Croacia y garantizaba la igualdad de todos sus ciudadanos sin importar su nacionalidad. Babić la lideró inicialmente y el 30 de abril de 1991 fue nombrado formalmente Presidente del Consejo Ejecutivo. En mayo de 1991, fue nombrado primer ministro de la SAO Krajina.
La constitución croata fue promulgada el 22 de diciembre de 1990, siendo contraria a los intereses serbios pues los trataba como minoría y no como pueblo constitutivo.
El 21 de febrero de 1991, Croacia determina que las leyes federales dejaban de tener vigencia en esa República. Ello incomodó a los serbios que creían que Yugoslavia debía ser el estado que abarcara a todos los ciudadanos por lo que el 28 de ese mes deciden su autonomía. Siguiendo con esa tendencia, en una sesión especial del Consejo Ejecutivo de la SAO Krajina del 1 de abril, contrariando las decisiones separatistas croatas, se declara parte de Serbia. Asimismo, declara que las leyes de la República de Serbia y las de Yugoslavia eran válidas en su territorio. Los municipios que se escindían eran los de Knin, Benkovac, Obrovac, Gračac, Donji Lapac, Korenica, Vojnić, Vrginmost, Glina, Dvor, Kostajnica, Petrinja y Pakrac,
El 2 de mayo de 1991, Croacia llama a un referéndum para separarse de Yugoslavia. La SAO Krajina hace lo propio el 12 de mayo pero para mantenerse dentro. En ella se les preguntaría: "¿Está a favor de que la SAO Krajina se anexe a la República de Serbia y permanezca en Yugoslavia con Serbia, Montenegro y otros que desean preservar Yugoslavia?". De acuerdo a la comisión a cargo del referéndum. los votos a favor fueron del 99.80% de los votantes.
El 29 de mayo, el estatuto de la SAO Krajina fue proclamado por la Asamblea como una ley constitucional y la SAO como una región política y territorialmente autónoma
El 25 de junio de 1991, Croacia y Eslovenia declararon la independencia de Yugoslavia. Sin embargo, el 8 de julio de 1991 se llegó a un acuerdo internacional según el cual Croacia y Eslovenia suspenderían la aplicación de su independencia hasta el 8 de octubre de 1991.
El 19 de diciembre, la SAO Krajina (entonces sin participación de las SAO Eslavonia Oriental y Occidental) se declara a sí misma como Republika Srpska Krajina (RSK) y adopta una nueva constitución. Su artículo 1 establece que la RSK es el estado nacional de los serbios y el estado de todos los serbios que allí viven. Los principales órganos de poder son el presidente, la Asamblea y el Gobierno. El Presidente sería el comandante en jefe de todas las fuerzas armadas.
El 21 de diciembre, el presidente Milan Babić envió una carta al Consejo Ministerial de la Comunidad Económica Europea pidiendo el reconocimiento de la RSK.
Paralelamente, los días 25 y 26 de junio de 1991, el Consejo Nacional Serbio se transformó en el gobierno del llamado Región Autónoma Serbia (SAO) de Eslavonia Oriental, Baranya y Sirmia Occidental (Sprska autonomna oblast Istočna Slavonija, Baranja i Zapadni Srem - SAO ISBZS ). Al mismo tiempo, se designó a Goran Hadžić como Presidente del Gobierno de la SAO SBWS.
Asimismo, el 12 de agosto de 1991, en la sesión del comité del SDS de Eslavonia Occidental, se promulga la creación de la Región Autónoma Serbia de Eslavonia Occidental (SAO-ZS). La medida se realizó a los efectos de organizar políticamente al área e iniciar negociaciones con el gobierno croata para prevenir la guerra. En esa sesión es elegido presidente de la SAO ZS, Veljko Džakula. En el momento de la declaración, comprendía Pakrac, Daruvar, Grubišno Polje, Podravska Slatina, partes de Orahovica y Okučani.
El 2 de enero de 1992, se firma en Sarajevo la implementación del Plan Vance entre croatas y serbios. Implicaba el cese al fuego a partir del 3 de enero, la desmilitarización y el despliegue de fuerzas de Naciones Unidas (UNPROFOR) en las zonas afectadas por la guerra. En marzo, la Asamblea de la Republika Srpska Krajina (RSK) aceptó la desmilitarización.

### Conflicto armado

#### Primera fase del conflicto. Ocupación territorial serbocroata
Con el incremento de las tensiones y la lucha política, la violencia cada vez era más probable en el año 1991. La escalada condujo a incidentes armados en las áreas con mayoría de población serbia. El 1 y 2 de marzo de ese año se produjo el Enfrentamiento de Pakrac, sin derramamiento de sangre. Sin embargo, el gobierno de Serbia utilizó ese incidente para incrementar la propaganda nacionalista diciendo que Croacia estaba cometiendo un genocidio contra la población serbia. Los medios de comunicación serbios y montenegrinos reportaron hasta 40 muertes por el choque. El 31 de marzo tuvo lugar el incidente de los lagos de Plitvice donde muere el primer croata y el primer serbocroata del conflicto.
El aumento de los incidentes motivó que el Ministerio del Interior (MUP) de Croacia inicie la estructuración de Unidades de Policía Especial, lo que será la base del ejército. En abril de 1991, había aproximadamente 39.000 policías en la reserva del MUP. Además del personal permanente y de reserva, se establecieron dieciocho unidades de Policía Especial. A mediados de abril de 1991, se estableció dentro del Ministerio del Interior la Guardia Nacional Croata (Zbor narodne garde - ZNG) como una unidad especial destinada a la defensa del orden constitucional y la integridad territorial de la República de Croacia, pero bajo el mando del Ministerio de Defensa. La ZNG representaba un cruce entre los militares y la policía. Se concibió con una reserva y con un componente activo. Según los primeros planes, se suponía que tenía un Comando, cuatro brigadas activas, 16 brigadas de reserva y nueve batallones de reserva independientes. La reserva debía tener 38.726 personas en total. La estructura de la reserva se hizo sobre la base de la policía de reserva. Esto marca la creación de un ejército separado en Croacia.
Con el inicio de las operaciones militares, croatas y varios reclutas serbios comenzaron a abandonar el JNA en masa, similar a lo que había sucedido en Eslovenia. Los albaneses y los macedonios empezaron a buscar una manera de abandonar legalmente el JNA o cumplir su mandato de reclutamiento en Macedonia. Estos movimientos homogeneizaron aún más la composición étnica de las tropas de JNA en o cerca de Croacia.
Un mes después de que Croacia declarara su independencia, el Ejército Yugoslavo y otras fuerzas serbias pasaron a controlar algo menos de un tercio del territorio croata, principalmente en áreas con una población predominantemente serbia. A medida que avanzaba la guerra, las ciudades de Dubrovnik, Gospić, Šibenik, Zadar, Karlovac, Sisak, Pakrac, Lipik, Slavonski Brod, Osijek, Vinkovci y Vukovar fueron atacadas por las fuerzas yugoslavas.
Rápidamente se produjeron desplazados y refugiados entre todas las etnias. Los serbios se desplazaron a las zonas bajo su control, a Serbia o al sector serbio de Bosnia. Los croatas hicieron lo contrario. En 1992 había 403.000 refugiados en Croacia y en 1995 396.857 de los cuales 198.200 eran internamente desplazados.
El 8 de octubre, como había sido acordado previamente, expiró la moratoria de tres meses sobre la implementación de la declaración de independencia. Ese día es celebrado como el Día de la Independencia de Croacia. El 19 de diciembre, a medida que aumentaba la intensidad de los combates, Croacia obtuvo su primer reconocimiento diplomático por parte de una nación occidental, Islandia, mientras que las regiones autónomas serbias declararon oficialmente la RSK. Cuatro días después, Alemania reconoció la independencia croata.
Mediados por diplomáticos extranjeros, los cese al fuego fueron frecuentemente firmados y frecuentemente rotos. Croacia perdió mucho territorio, pero amplió su ejército de las siete brigadas que tenía en el momento del primer alto el fuego a 60 brigadas y 37 batallones independientes al 31 de diciembre de 1991.
La Comisión de Arbitraje de la Conferencia de Paz sobre Yugoslavia, también conocida como Comité de Arbitraje de Badinter, fue creada por el Consejo de Ministros de la Comunidad Económica Europea (CEE) el 27 de agosto de 1991 para proporcionar asesoramiento legal a la Conferencia sobre Yugoslavia. La Comisión de cinco miembros estaba compuesta por presidentes de tribunales constitucionales en la CEE. A partir de finales de noviembre de 1991, el comité emitió diez opiniones. La Comisión declaró, entre otras cosas, que la República Federal Socialista de Yugoslavia estaba en proceso de disolución y que los límites internos de sus repúblicas no pueden modificarse a menos que se acuerde libremente. Los factores a favor de la preservación de Croacia de sus fronteras anteriores a la guerra fueron las Enmiendas a la Constitución Federal Yugoslava de 1971 y la Constitución Federal Yugoslava de 1974. Las enmiendas de 1971 introdujeron un concepto de que las unidades federales ejercían derechos soberanos y que la federación tenía solo la autoridad específicamente transferida a ella por la constitución. La Constitución de 1974 confirmó y fortaleció los principios introducidos en 1971. Las fronteras habían sido definidas por comisiones de demarcación en 1947, de conformidad con las decisiones de AVNOJ en 1943 y 1945 con respecto a la organización federal de Yugoslavia.

#### Plan Vance y arribo de UNPROFOR

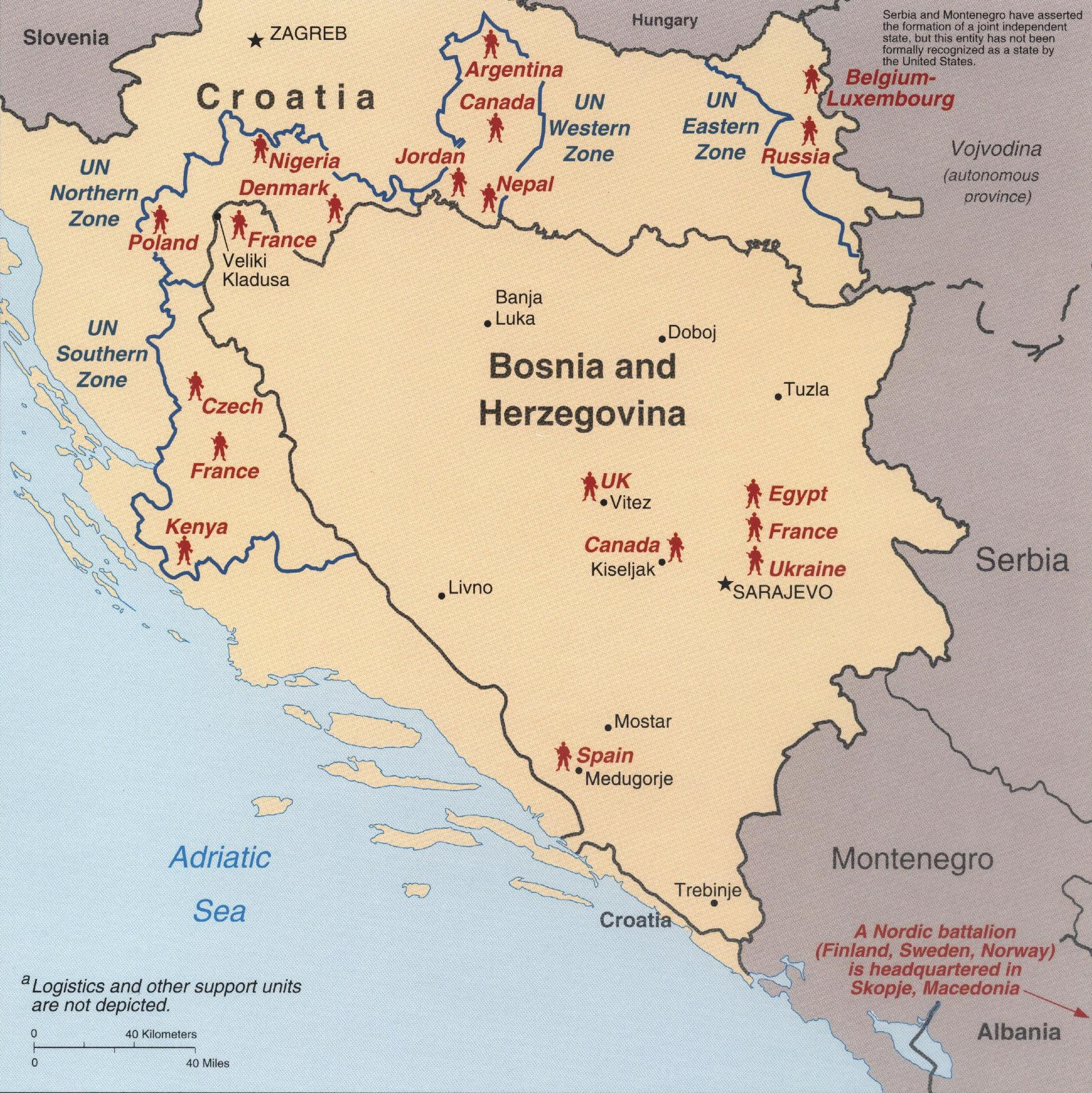
Despliegue de los batallones de Naciones Unidas en Croacia y Bosnia a inicios de 1993

El 21 de febrero de 1992, el Consejo de Seguridad de las Naciones Unidas adoptó la Resolución 743 implementando el Plan Vance y estableciendo UNPROFOR en determinadas áreas de Croacia denominadas “United Nations Protected Areas” (“UNPAs”). Las UNPAs eran áreas dónde los serbios constituían mayoría o una minoría sustancial  de la población y donde existieron tensiones intercomunales antes del conflicto armado.  
Milan Babić, entonces presidente de RSK, se opuso al plan de paz de Vance a fines de 1991 y principios de 1992. Contrariamente, Milošević y Tuđman lo aceptaron, porque ambos habían logrado sus objetivos de guerra en ese punto. El primero había establecido el control sobre un tercio del territorio croata que estaba destinado a permanecer en Yugoslavia y Tudjman había logrado el reconocimiento de Croacia independiente, su principal objetivo de guerra. Este último estimó que, a su debido tiempo, Zagreb recuperaría los territorios perdidos ya sea con la ayuda de la comunidad internacional o mediante sus propios esfuerzos.
Babić esgrimió que debería haber sido consultado sobre este tema y solicitó un referéndum, que no tuvo lugar. En febrero, fue expulsado y reemplazado por el más flexible Goran Hadžić.
El plan Vance fue finalmente aceptado. Las UNPAs debían ser desmilitarizadas, todas las fuerzas armadas debían retirarse o disolverse y se preveía mantener a la policía local que podía portar armas y usar uniformes mientras que UNCIVPOL debía garantizar la policía cumplió con sus deberes sin discriminar ni violar los derechos humanos. Sin embargo, el plan no fue puesto en práctica completamente ya que nunca se logró la desmilitarización de las UNPAs ni los refugiados pudieron regresar a sus hogares. 
El Plan Vance definió tres UNPAs, que cubrían cuatro sectores:
- UNPA Krajina, que abarcaba el Sector Sur (Lika y Dalmacia) y el Sector Norte (Banija y Kordun).
- UNPA Eslavonia Occidental que cubre el Sector Oeste.
- UNPA Eslavonia Oriental, que cubre el Sector Este.

La Fuerza de Protección de las Naciones Unidas (UNPROFOR) fue desplegada en toda la región a partir de abril de 1992. Sus funciones en Croacia serían, entre otras, las siguientes:
- Garantizar que las UNPA siguieran desmilitarizadas y que todos los residentes en ellas estuvieran protegidos del temor de un ataque armado.
- Procurar que las fuerzas locales de policía cumplieran sus obligaciones sin discriminación contra personas de cualquier nacionalidad.
- Prestar asistencia a los organismos de asistencia humanitaria de las Naciones Unidas para el retorno de todas las personas desplazas que quisieran volver a sus hogares en las zonas protegidas.

### Republika Srpska Krajina desde el alto al fuego hasta reinicio de las hostilidades abiertas

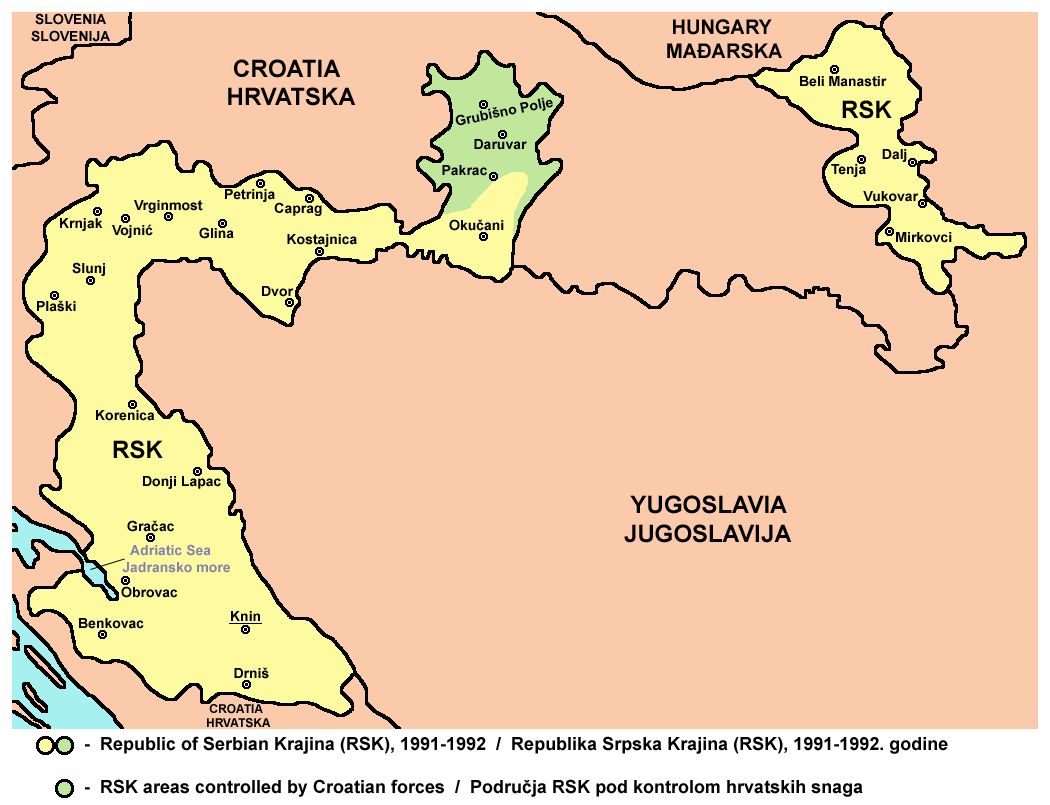
Republika Srpska Krajina. 1992

El 26 de febrero de 1992 se modificó la constitución creándose la República de Serbia de la Krajina que incluía las regiones / provincias (se deja de lado el término autónoma) de Eslavonia Occidental, Eslavonia Oriental, Baranya y Sirmia Occidental y la Krajina. Hasta entonces, las tres eran entidades separadas. Milan Babić, contrario al Plan Vance, en febrero fue expulsado y reemplazado por Goran Hadžić, más leal a Slobodan Milošević. Zdravko Zečević fue designado primer ministro, y Milan Martić ministro del Interior.
En abril de 1992, las tropas de UNPROFOR comenzaron a llegar a las Áreas de Protección de Naciones Unidas (UNPAs), las que debían ser desmilitarizadas. Sin embargo, la evidencia muestra que la RSK no llevó a cabo ese proceso de conformidad con el Plan Vance en su totalidad . El 28 de abril de 1992, se establecieron las Brigadas de Policía Especial ("PJM"). Sus miembros vestían uniformes azules y usaban el equipo de las Defensas Territoriales (TO). El 18 de mayo de 1992, se estableció el SVK pues la dirigencia de la RSK estaba en contra de su desmilitarización afirmando que no podría defenderse en el caso de ataques croatas. Asimismo, las autoridades interpretaron que Vance Plan significaba que UNPROFOR debía proteger a la población en las áreas de despliegue. Su decepción se incrementó cuando las fuerzas croatas llevaron a cabo varias incursiones armadas en las UNPAs entre 1992 y 1995 como ser en la meseta de Miljevac el 21 de junio de 1992, Maslenica el 22 de enero de 1993, enclave Medak el 9 y 12 de septiembre de 1993 y la Operación Bljesak en 1 de mayo de 1995.
Durante la primavera de 1992, el camino que atravesaba el llamado Corredor Posavina, una franja de tierra predominantemente bosniocroata en el noreste de Bosnia y Herzegovina, había sido bloqueado en la zona de Doboj por fuerzas croatas en alianza con las fuerzas bosniacas. El área era de importancia estratégica, ya que unía las regiones de la Krajina con Serbia. En dos fases, durante el verano y finales del otoño de 1992, se llevó a cabo en el lugar la operación militar conocida como "Koridor 92" por parte de tropas serbocroatas y serbobosnias contra croatas y bosniacas. Si bien hay evidencia de que el objetivo de la operación era resolver una situación humanitaria que había surgido como resultado del bloqueo de la carretera, hay evidencia significativa de que el objetivo principal era vincular las tierras serbias. Como parte de la operación, toda el área de Posavina fue devastada.
El 24 de enero de 1994, Milan Martić fue elegido presidente de la RSK derrotando en las elecciones a Milan Babić. El 21 de abril de 1994, se formó un nuevo gobierno bajo Milan Martić, con Borislav Mikelić como primer ministro y Milan Babić como ministro de Relaciones Exteriores. El objetivo del nuevo gobierno era lograr "la soberanía del RSK y el derecho del Serbios para la autodeterminación y la unificación con otras regiones serbias".
El 29 de marzo de 1994, se firmó el Acuerdo de Zagreb. Con él, las partes croata y serbia convinieron que el 4 de abril de 1994 cesarían todas las hostilidades, después de lo cual ambos deberían retirar sus unidades al menos a un kilómetro de la línea de contacto. Entre las nuevas líneas de separación se crearía una "zona de amortiguación" de dos kilómetros supervisada por UNPROFOR. En ese lugar sí se autorizaba la presencia policial para mantenimiento del orden público.
A raíz del Acuerdo de Zagreb, en enero de 1995, se presentó el Plan Z-4, que preveía un alto grado de autonomía dentro de Croacia para la región de Krajina mientras que Eslavonia Oriental, Baranja y Šrem y Eslavonia Occidental se reincorporarían a Croacia con formas de autonomía menores. El Plan Z-4 preveía un período de transición de cinco años para el restablecimiento de la soberanía plena de Croacia. El 30 de enero de 1995, Milan Martić, como presidente del RSK, se negó a aceptar el plan ya que Croacia había anunciado que no aceptaría una extensión del mandato de la UNPROFOR. El mandato finalmente se extendió en marzo de 1995 y se centró en la reconstrucción y la cooperación. Sin embargo, Milan Martić continuó negarse a negociar el Plan Z-4 porque el UNPROFOR modificado, ahora llamado UNCRO, no era una fuerza de protección. 
Las negociaciones entre el RSK y Croacia continuaron durante el primer semestre de 1995, y el gobierno del RSK parecía más susceptible al plan. El 2 de agosto de 1995, Milan Babić, como primer ministro del RSK, aceptó el Plan Z-4 "en sustancia" .El 4 de agosto de 1995, el Ejército Croata y las fuerzas policiales lanzaron la operación militar Tormenta (Oluja) sobre la UNPA Krajina con la que finalmente tomó el control de la RSK. A partir de entonces, solo Eslavonia Oriental se mantuvo en manos de la RSK.

#### Situación económica
La República Serbia de Krajina tenía su propio presupuesto para funcionar, financiar sus instituciones, servicios y departamentos. Sus fuentes de ingresos eran escasas: industria maderera y petróleo es Eslavonia Oriental. Los ingresos autónomos no eran suficientes para funcionar por lo que tenía ingresos de la República Federal de Yugoslavia, incluyendo el sostenimiento del aparato de defensa. Tenía su propia moneda, el Dinar de la Krajina.
La posición de la RSK se erosionó constantemente durante sus años de vida. En superficie, tenía todas los signos de un estado: ejército, parlamento, presidente, gobierno y ministerios, moneda y sellos. Sin embargo, su economía dependía totalmente del apoyo de Yugoslavia. Esta se encontraba en una situación de hiperinflación y de falta de presupuesto producto del embargo comercial dictado por las Naciones Unidas.
La hiperinflación fue exportada a la RSK que no tenían los recursos para financiar una guerra. La situación económica pronto se volvió desastrosa. Sus municipios estaban en una parte subdesarrollada de Croacia. Cuando Croacia dejó de proporcionarles apoyo financiero, tuvieron que recurrir a Serbia para recibir ayuda. Según declaraciones del expresidente Babić "bajo ninguna circunstancia podría existir la RSK sin el apoyo de Serbia o Yugoslavia". El exembajador de los Estados Unidos en Croacia, Peter Galbraith describió a Krajina como "una región completamente empobrecida que no podría existir incluso al nivel muy bajo que existía sin el apoyo financiero de Serbia". Belgrado, a través del gobierno federal, financió más del 90 por ciento de Presupuesto de RSK en 1993.
Un análisis llevado a cabo en 1994, solo 36,000 de los 430,000 ciudadanos del RSK estaban empleados. Los motivos eran muchos: la guerra había cortado los vínculos comerciales de RSK con el resto de Croacia, dejando inactivas sus pocas industrias; con pocos recursos naturales propios, tenía que importar la mayoría de los bienes y el combustible que necesitaba; la agricultura fue devastada y funcionó a poco más que un nivel de subsistencia; el nivel de los salarios estaba por debajo de la línea se subsistencia; los ingresos fiscales cubrían solo un 8% del presupuesto; el turismo estaba parado por las sanciones internacionales y la situación política; el potencial financiero de la economía era mínimo y no podía mantener el nivel de producción con sus propios potenciales; las reservas de bienes casi se agotaron durante la guerra y la economía en lugar de registrar un aumento registraba una pérdida rápida basada en el gasto social y la actividad informal generalizada. Uno de los mayores problemas en la economía de RSK era la falta de expertos y gerentes estando encabezada por personas con muy poca experiencia en gestión. Por otro lado, existía una gran presión por parte de los trabajadores no calificados que desean empleo a cualquier costo y las empresas son más instituciones sociales que sujetos económicos '.
En julio de 1992, el RSK emitió su propia moneda, el "Dinar de la Krajina" (HRKR), en paralelo con el Dinar yugoslavo. Esto fue seguido por el "Dinar de Octubre" (HRKO), emitido por primera vez el 1 de octubre de 1993 e igual a 1.000.000 de dinares reformados y el "Dinar de 1994", emitido por primera vez el 1 de enero de 1994, e igual a 1.000.000.000 de dinares de octubre.

#### Asistencia de Serbia
A lo largo de 1992, 1993 y 1994, los líderes de RSK, incluido Milan Martić, solicitaron apoyo financiero, logístico y militar de Serbia en numerosas ocasiones, incluso directamente de Slobodan Milošević. La mayoría de estas solicitudes se cumplieron y se prestó apoyo al PJM y al Ejército de la Krajina (SVK). En enero de 1992, Milan Martić declaró que la cooperación con Serbia nunca cesó y fue buena. Había una oficina de representación en Belgrado de la oficina del ministro de Relaciones Exteriores de RSK. El ministro de Relaciones Exteriores de RSK fue pagado por Serbia, como resultado de ser empleado del Ministerio de Asuntos Exteriores de Serbia. 
Con respecto a la cooperación entre el RSK y la Republika Srpska (Bosnia), la operación Koridor - 92 fue un ejemplo. Ambas fases de la operación incluyeron unidades de la policía RSK, PJM y TO. Durante la segunda fase de la operación, dos brigadas de la RSK participaron.

## Desintegración. Ofensivas croata sobre los territorios serbios

### Eslavonia Occidental
Entre el 1 y 4 de mayo de 1995 se produjo una ofensiva del Ejército Croata junto con la Policía Especial del Ministerio del Interior (MUP) por la que toma el control de la Región Serbia de Eslavonia Occidental. La gran parte de la población serbia huyó a Bosnia. El motivo aparente que desencadenó la operación fue el apuñalamiento de un civil serbio el 28 de abril en una estación de carga de combustible próxima a Nova Gradiška, fuera de la UNPA. Esa noche se desencadenaron una serie de incidentes sangrientos sobre la autopista en venganza a lo sucedido, resultando en la muerte de cuatro civiles croatas, dos heridos y cinco rehenes, más la clausura de la E70 (autopista Zagreb-Belgrado) por parte de los serbios
La operación fue rápida y la victoria croata contundente. Los croatas sufrieron 42 muertos y 162 heridos. Las bajas serbocroatas varían, según fuentes, entre 350/450 muertos y 1000/1200 heridos.

### Krajina
El verano de 1994 se inició un avance una ofensiva bosniocroata a lo largo de las montañas Dinara. La reacción del  Ejército de la República Srpska (VRS) y del Ejército de la República Serbia de Krajina (SVK) al avance del Ejército Croata (HV) y del Consejo Croata de Defensa (HVO) fue débil permitiendo la pérdida de terreno de la Republika Srpska y la ubicación sus adversarios por detrás, próximos a Knin. Al mismo tiempo, el VRS y el SVK organizaron otro ataque en el enclave musulmán de Bihać, en el noroeste de Bosnia debilitando su flanco sur (Dinara).
Ante la desesperada situación que vivía el enclave, el 22 de julio de 1995, los presidentes croata Franjo Tudjman y bosniaco Alija Izetbegović firmaron el Acuerdo de Split para la defensa mutua, haciendo posible que las tropas croatas operen en Bosnia y Herzegovina. Mientras tanto, los serbios iniciaron una nueva ofensiva sobre Bihać que no solo no logró su misión sino que dejó la iniciativa al HV el 28 y 29 de julio ingresó a Grahovo y Glamoč.
La nueva situación en el terreno, los serbocroatas intentaron nuevas negociaciones sobre la base del fracasado plan Z-4. Las negociaciones fracasaron el 3 de agosto en Ginebra por lo que el 4 de agosto se inició la Operación Oluja o Tormenta. El ataque logró romper las defensas serbias en todas partes, y en uno o dos días el HV logró todos sus objetivos principales. El SVK huyó en desorden, al igual que casi toda la población civil, dejando atrás solo a aquellos que no podían moverse. La capital Knin cayó alrededor del mediodía del 5 de agosto. La institución política y militar serbia colapsó tan rápidamente que incluso los croatas se sorprendieron por sus éxitos y la baja intensidad de resistencia que encontraron después de ingresar a los territorios controlados por los serbios.
Como consecuencia, centenares de serbios -667 personas según el Comité Helsinki, y 2.500 según el gobierno serbio- murieron durante y después de esta operación, y más de 200.000 huyeron de Croacia.

### Eslavonia Oriental, Baranya y Sirmia Occidental
Luego de la Operación Tormenta, esta Región Autónoma era la única que restaba en territorio croata. Ello, junto con las repetidas amenazas, le daba poco margen para negociar a las autoridades de Eslavonia Oriental. A menos que se llegara a un acuerdo, enfrentarían el mismo destino que los serbios en Krajina. Milošević y Tuđman llegaron a un consenso en Dayton, y el 12 de noviembre se firmó el llamado Acuerdo o Convenio de Erdut referido a la suerte de Eslavonia Oriental mediante el cual la soberanía pasaba a Croacia.
El acuerdo establecía:
- Un período de transición de 12 meses que puede extenderse como máximo a otro período de la misma duración.
- Se solicita al Consejo de Seguridad de las Naciones Unidas que establezca una Administración de Transición, que regirá la región durante el período de transición en interés de todas las personas que residen o regresan a la región.
- Se solicita al Consejo de Seguridad de las Naciones Unidas que autorice a una fuerza internacional a desplegarse durante el período de transición para mantener la paz y la seguridad en la región y, de otro modo, ayudar en la implementación del acuerdo. La región será desmilitarizada de acuerdo con el cronograma y los procedimientos determinados por la fuerza internacional. Esta desmilitarización se completará a más tardar 30 días después del despliegue de la fuerza internacional.
- Retorno de los refugiados.
- Reconocimiento de los derechos humanos.

El 15 de enero de 1998 finalizó la misión de Naciones Unidas, fecha en que Eslavonia Oriental se integró al sistema legal y constitucional croata.

### Actualidad
En la actualidad existe una autoproclamada y no reconocida República Serbia de Krajina en el exilio, que fue formada por un grupo de serbios refugiados de Croacia en el año 2005 y cuyas funciones son de índole testimonial.

## Autoridades

#### Presidentes
- Milan Babić (19 de diciembre de 1991 – 16 de febrero de 1992)
- Mile Paspalj (16 de febrero de 1992 – 26 de febrero de 1992) (interino)[61]
- Goran Hadžić (26 de febrero de 1992 – 26 de enero de 1994)[14]
- Milan Martić (26 de enero de 1994 – 7 de agosto de 1995)

#### Primeros Ministros
- Dušan Vještica (19 de diciembre de 1991 – 16 de febrero de 1992)
- Risto Matković (16 de febrero de 1992 – 26 de febrero de 1992) (interino)
- Zdravko Zečević (26 de febrero de 1992 – 21 de abril de 1993)
- Đorđe Bjegović (21 de abril de 1993 – 27 de marzo de 1994)
- Borislav Mikelić (27 de marzo de 1994 – 27 de julio de 1995)
- Milan Babić (27 de julio de 1995 – 7 de agosto de 1995)

## Defensa

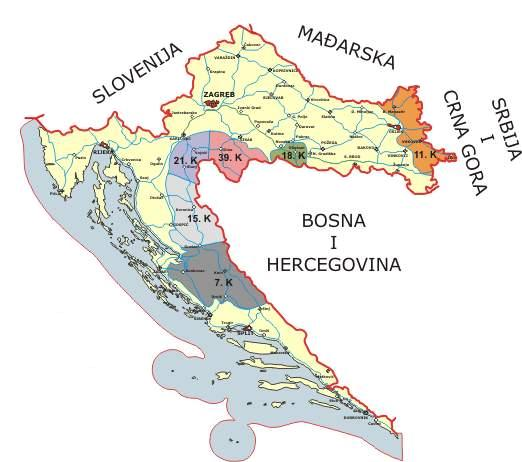
Distribución y organización territorial del Ejército de la República Serbia de Krajina (SVK).

La defensa de la RSK estaba a cargo del Ejército de la República Serbia de Krajina (Srpska Vojska Krajine - SVK) , apoyada por el JNA tanto en material bélico como en su dirección militar con el aporte de oficiales y mandos. Como elementos de defensa, al SVK se le debe agregar la Policía Especial (MUP) dependiente del Ministerio del Interior de la República Serbia de Krajina (RSK).
El origen del SVK se remonta a la estructura militar yugoslava. La Defensa Territorial (Teritorijalna obrana - TO), junto con la Ejército Popular Yugoslavo (Jugolavenska Narodna Armija - JNA), formó parte de las Fuerzas Armadas de la República Federal Socialista de Yugoslavia (Socijalističke Federativne Republike Jugoslavije - SFRJ). Durante la guerra de 1991, la estructura de la TO en los territorios bajo dominio serbio en Croacia se convirtió en el origen de las fuerzas de los serbios rebeldes. Al comienzo de los conflictos armados abiertos, el gobierno de SAO Krajina decidió establecer un sistema único de Defensa Territorial de SAO Krajina (TO SAO Krajina), que se convirtió en parte del Sistema Unificado de Fuerzas Armadas SFRY.
Después del Acuerdo de Sarajevo del 2 de enero de 1992, que establecía el repliegue del JNA, comenzó la organización de las instituciones serbias militares de la Republika Srpska Krajina sobre la base de la Defensa Territorial de 1991. El 18 de mayo de 1992, la Asamblea resolvió que esta debía tener un Ejército Serbio que durante la paz debía contener las unidades de las TO y en caso de guerra inminente, la Policía Especial (o Milicia - PJM) debería estarle subordinada. El 16 de octubre, renombraron el Estado Mayor de las TO como Estado Mayor del Ejército de la RSK colocándole las PJM bajo su comando.El 27 de noviembre, se transforman las TO y la PJM en el Ejército Serbio de la RSK (Srpska Vojska Republike Srpske Krajine) desbandando las brigadas de la PJM y renombrando las fuerzas de defensa territorial regionales en cuerpos.
En abril de 1993, el Ejército Serbio de la República Serbia de la Krajina (Srpska Vojska Republike Srpske Krajine) fue renombrado Ejército de la República Serbia de la Krajina (Srpska vojska Krajine - SVK).
El SVK estaba constituido por seis cuerpos, una brigada de aviación, una de defensa antiaérea y otros elementos de apoyo. Su doctrina no se adaptaba a los nuevos tiempos pues tenía un fuerte sentido defensa local de escasa movilidad, sin reservas generales y poca locales.
Los efectivos eran del orden de 70.000, tal el resultado del ejercicio de movilización realizado en noviembre de 1994. Sin embargo, la mayoría era mayor de 35 años con graves problemas de moral y motivación.